# Artificial Paradise (studioalbum)
Artificial Paradise är det sjätte studioalbumet av det amerikanska pop-rockbandet OneRepublic. Albumet släpptes den 12 juli 2024 och föregicks av åtta singlar. Albumet innehåller bland annat singeln I Ain't Worried, bandets hitsingel som medverkade på soundtracket till filmen Top Gun: Maverick, samt samarbetet I Don't Wanna Wait med David Guetta.
Bandets sångare Ryan Tedder har förklarat att skapandet av albumet tekniskt sett började med första singeln West Coast, vilken skrevs under 2015 och var menad att vara med på bandets fjärde album Oh My My. Släppet av låten sköts däremot upp och var på väg att hamna på bandets femte album Human, innan man till slut släppte låten som första singel för Artificial Paradise.

## Låtlista[2][3]
| 1.  | Artificial Paradise                                       | 1:38 |
| 2.  | Hurt                                                      | 2:41 |
| 3.  | Sink Or Swim                                              | 2:34 |
| 4.  | Last Holiday                                              | 3:16 |
| 5.  | I Ain't Worried                                           | 2:28 |
| 6.  | Red Light Green Light                                     | 2:15 |
| 7.  | Serotonin                                                 | 3:28 |
| 8.  | Singapore                                                 | 3:28 |
| 9.  | Room For You                                              | 2:47 |
| 10. | Stargazing                                                | 2:40 |
| 11. | Entr'acte                                                 | 1:08 |
| 12. | West Coast                                                | 3:14 |
| 13. | RUNAWAY                                                   | 2:25 |
| 14. | Sunshine                                                  | 2:43 |
| 15. | Mirage - for Assassin's Creed: Mirage (med Mishaal Tamer) | 2:13 |

| 16. | Nobody - from Kaiju No.8                                 | 2:33 |
| 17. | I Don't Wanna Wait (med David Guetta)                    | 2:29 |
| 18. | Fire - Official UEFA EURO 2024 Song (med MEDUZA & Leony) | 2:48 |